# Les Misérables (film fra 1998)
 For alternative betydninger, se Les Misérables (flertydig). (Se også artikler, som begynder med Les Misérables)
Les Misérables er en britisk-tysk-amerikansk dramafilm fra 1998 instrueret af Bille August efter Victor Hugos roman De elendige fra 1862. Filmen har Liam Neeson, Geoffrey Rush, Uma Thurman og Claire Danes i hovedrollerne.

## Medvirkende
- Liam Neeson as Jean Valjean
- Geoffrey Rush som Javert
- Uma Thurman som Fantine
- Claire Danes som Cosette
- Hans Matheson som Marius Pontmercy
- John McGlynn som Carnot
- Shane Hervey som Gavroche
- Mimi Newman som unge Cosette